# Ассинибойа
Ассинибойа (англ. Assiniboia) — название двух бывших административно-территориальных единиц, которые находились на территории современных канадских провинций Манитоба, Саскачеван и Альберта. Название происходит от индейского народа ассинибойны.

## Округ Ассинибойа, 1836—1869 гг.
В 1811 году Компания Гудзонова залива предоставила графу Селкирку земельный грант на 300 000 км² в бассейне реки Виннипег. Территория будущей колонии располагалась в южной части торговой империи компании и была удобно расположена между обширными равнинами на западе, поставлявшими торговцам мясо и шкуры бизонов, и богатыми пушниной лесами, озёрами и реками на севере и востоке. Под руководством Майлза Макдонелла, которого Селкирк назначил губернатором колонии, в июле 1811 года из Шотландии в Северную Америку была отправлена первая группа эмигрантов, которая прибыла на Ред-Ривер 29 августа 1812 года. Вторая группа присоединилась к ним в октябре того же года. Первые колонисты прибыли в основном из Северо-Шотландского нагорья, а также из Ирландии. По прибытии им были выделены участки земли вдоль реки Ред-Ривер к северу от устья реки Ассинибойн. Новая колония получила официальное название Ассинибойа.
После смерти Селкирка в 1820 году колонией Ред-Ривер управляли его наследники, стремившиеся сократить расходы на поселение и более не привлекавшие новых европейских иммигрантов. Рост населения в колонии происходил в основном за счёт переселения в неё торговцев пушниной и их семей из числа метисов и индейцев, и в 1825 году численность поселенцев в Ред-Ривер достигла 2000 человек. 4 мая 1836 года колония была официально передана семьёй Селкирка Компании Гудзонова залива.
Компания Гудзонова залива образовала округ Ассинибойа в радиусе 80 км от форта Гарри, находящегося в месте слияния рек Ассинибойн и Ред-Ривер. Новой административной единицей управляли назначенный компанией губернатор и члены окружного совета. В 1867 году была образована Канадская конфедерация, а на следующий год Компания Гудзонова залива уступила большую часть своих владений в Северной Америке доминиону Британской империи. Согласно договору о Земле Руперта округ Ассинибойа становился частью Канады в 1869 году, но это случилось лишь на следующий год после уплаты 300 000 фунтов стерлингов Компании Гудзонова залива.

## Округ Ассинибойа, 1882—1905 гг.

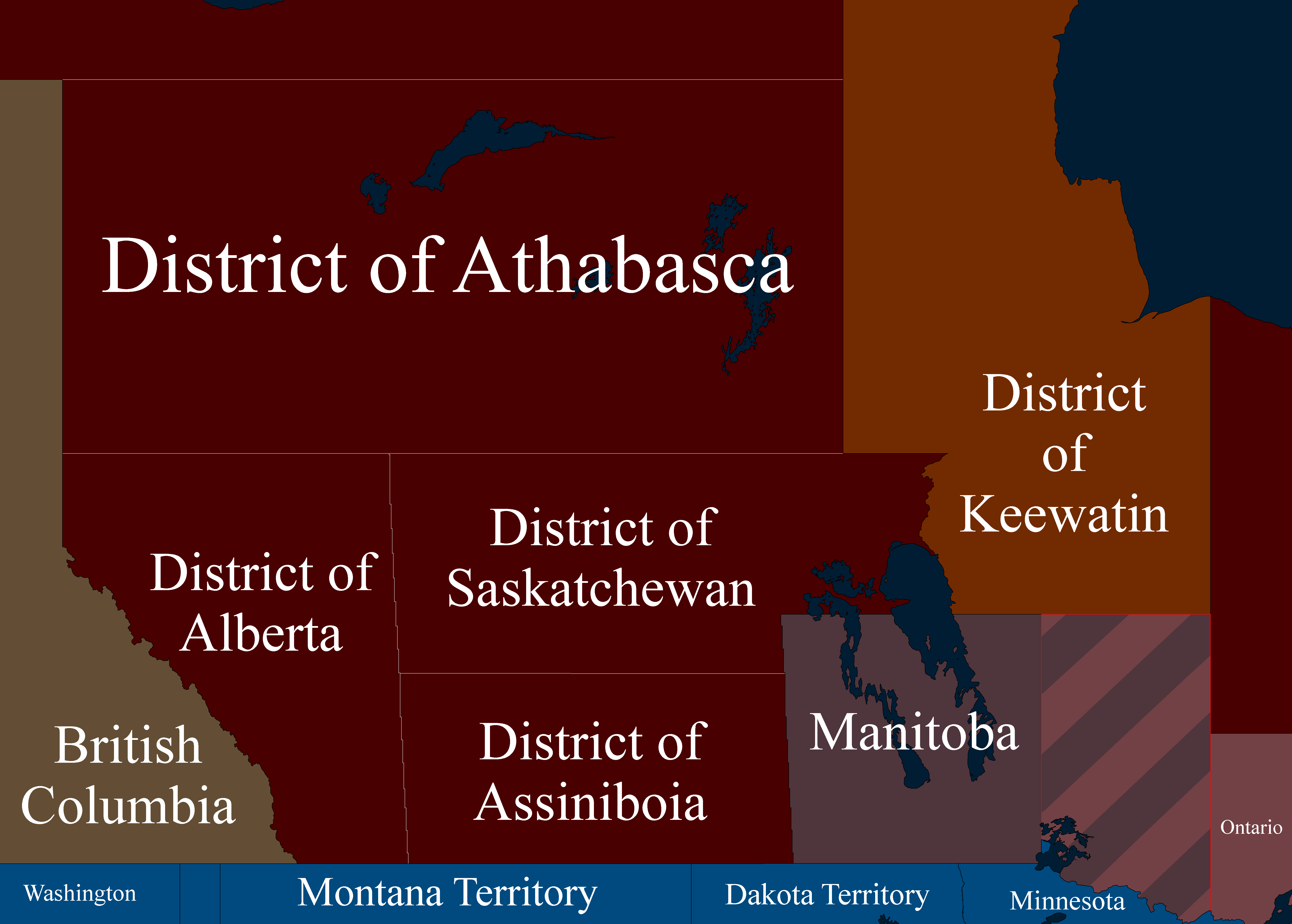
Округа Северо-Западных территорий в 1886 г.

Второй округ Ассинибойа был создан позднее в 1882 году как региональный административный округ Северо-Западных территорий Канады. Федеральное правительство создало четыре временных округа на Северо-Западных территориях: Альберта, Ассинибойя, Атабаска и Саскачеван. Ассинибойя находился в  юго-восточной части и занимал территорию современного южного Саскачевана. Округа были примерно одинаковыми по размеру и распределению природных ресурсов.
В 1887 году, когда были выделены два места в Палате общин и для определения представительства в Территориальной ассамблее стали использовать границы округов, среди быстро растущего населения вдоль Канадской тихоокеанской железной дороги сформировалось осознание принадлежности к округу. В 1904—1905 годах рассматривался вопрос о статусе провинции и новых границах. Министр внутренних дел Канады Клиффорд Сифтон предложил назвать провинцию Ассинибойа, но местные жители предпочли, чтобы их новая родина именовалась Саскачеван.